# Frankfurter Grüne Soße

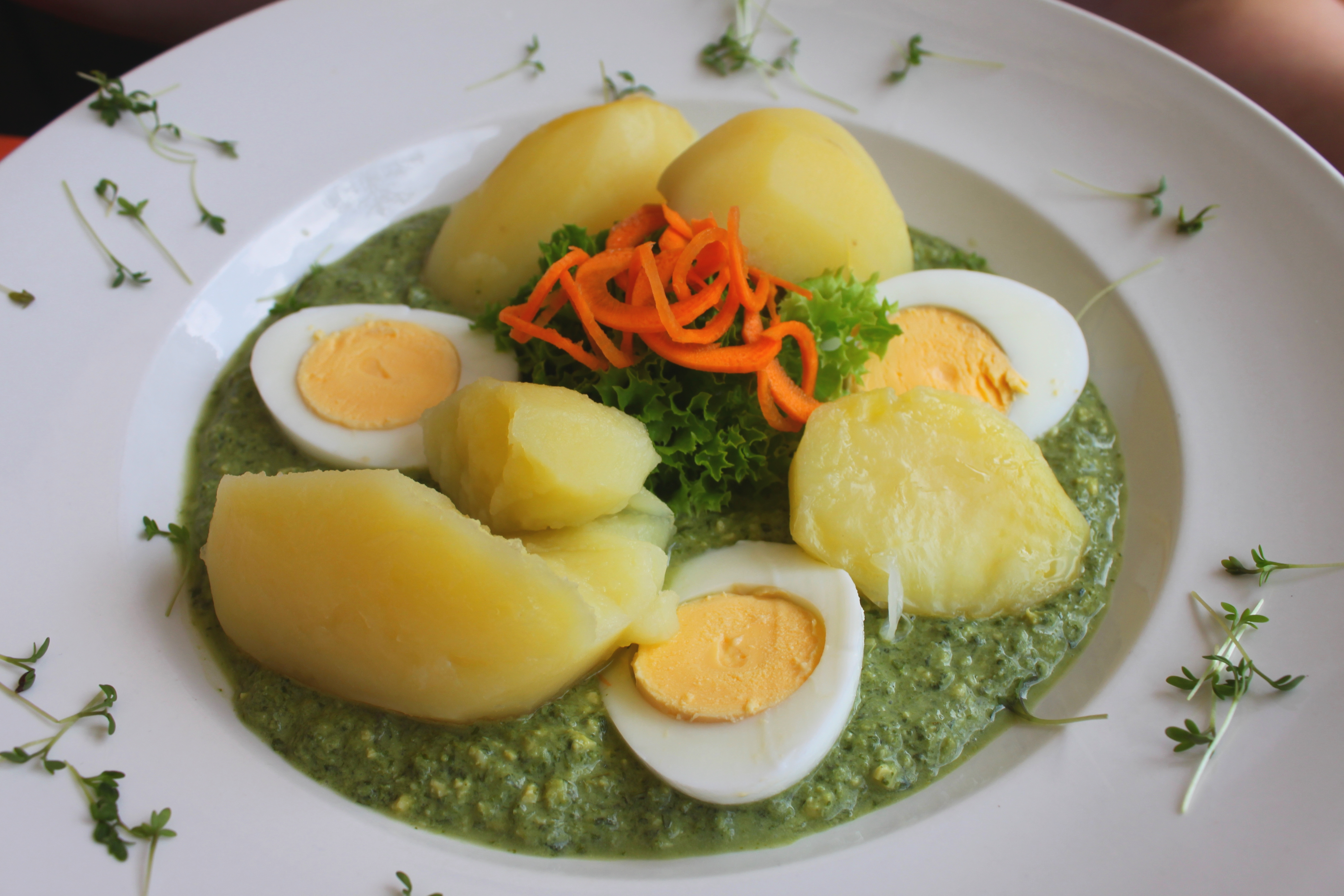
Frankfurter Grüne Soße mit hartgekochten Eiern und Salzkartoffeln

Frankfurter Grüne Soße (frankfurterisch Frankfurter Grie Soß), auch kurz Grüne Soße bzw. Grie Soß, ist eine kalte Sauce nach Art einer Grünen Sauce, die mit feingehackten Küchenkräutern bestimmter Arten, Herkunft und Zusammensetzung hergestellt wird.
Diese Frischkräuterkomposition stellt seit 2016 unter der gleichnamigen Bezeichnung „Frankfurter Grüne Soße“ bzw. „Frankfurter Grie Soß“ ein spezielles Produkt mit geschützter geografischer Angabe (g.g.A.) dar, während die Zubereitung der eigentlichen Soße variiert.
Sie ist seit dem 19. Jahrhundert in Frankfurt am Main und Umgebung verbreitet und zählt zu den kulinarischen Spezialitäten der Frankfurter Küche. Die Frankfurter Grie Soß wird vor allem als wesentlicher Bestandteil für ein traditionelles gleichnamiges Gericht (mit Salzkartoffeln und hartgekochten Eiern) verwendet, dient aber auch als Beilage zu verschiedenen Fleisch- und Fischgerichten.

## Zubereitung und Verwendung
Zur Herstellung werden traditionell sieben Kräuter verwendet, nämlich Borretsch, Kerbel, Kresse, Petersilie, Pimpinelle, Sauerampfer und Schnittlauch. Im Großraum Frankfurt sind spezielle Frischkräuterkompositionen dieser sieben Kräuter im Handel, die als „Frankfurter Grüne Soße“ bzw. „Frankfurter Grie Soß“ mit EU-weit geschützter geografischer Angabe (g.g.A.) vertrieben werden und entsprechende Auflagen hinsichtlich Herkunft, Ernte und Zusammenstellung erfüllen müssen.
Als klassische Rezeptur gilt die in Standardwerken der Kochliteratur beschriebene Frankfurter Sauce oder Sauce Francfort nach Art einer Vinaigrette: Die Kräuter werden sehr fein gehackt, gewiegt oder im Mixer püriert und mit hartgekochtem Eigelb durch ein Sieb gestrichen. Die Masse würzt man mit Senf, Speisesalz, Pfeffer und Essig und verrührt sie mit Speiseöl zu einer Mayonnaise. Neben der klassischen Rezeptur sind zahlreiche Varianten mit unterschiedlichen Grundsaucen oder Milcherzeugnissen wie Quark, Joghurt oder Saurer Sahne verbreitet.
Frankfurter Grüne Soße mit gekochten oder gebratenen Kartoffeln und hartgekochten Eiern ist ein saisonales Hauptgericht. Die Saison beginnt traditionell am Gründonnerstag und dauert den ganzen Sommer über bis zum ersten Frost im Herbst. In der gehobenen Frankfurter Küche gibt es die Soße auch als Beilage zu gekochter Ochsenbrust, Tafelspitz, kaltem Braten oder Fisch. Das heute in vielen Frankfurter Restaurants angebotene Frankfurter Schnitzel ist hingegen kein traditionelles Gericht, sondern erst in den 1990er Jahren aufgekommen. Es handelt sich um ein Schnitzel Wiener Art mit frittierten Kartoffeln und Grüner Soße.

Frankfurter Grüne Soße
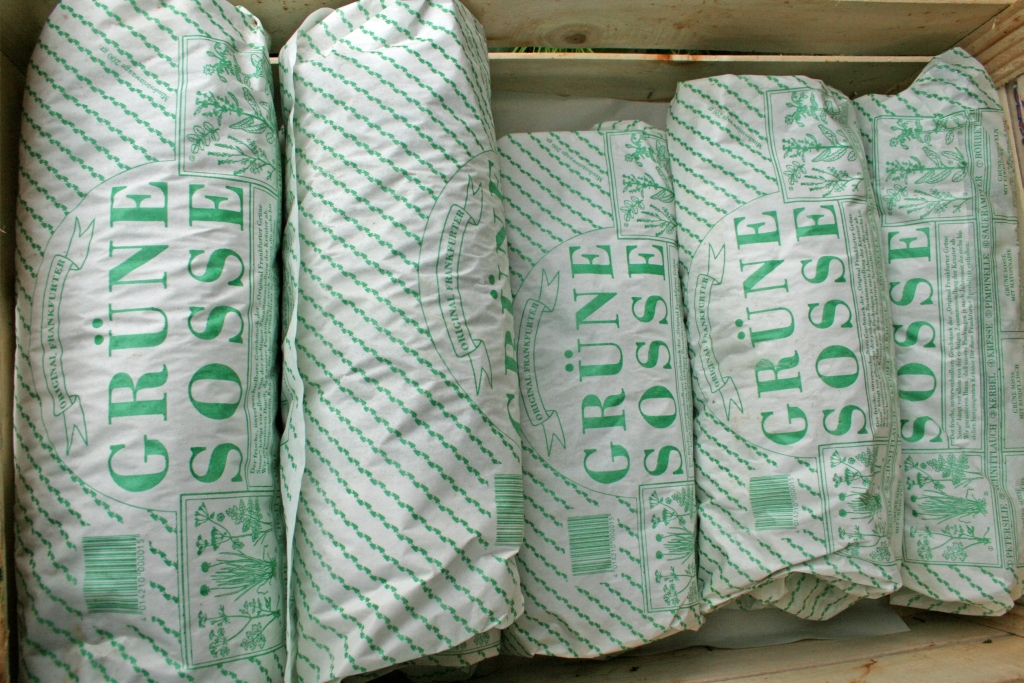
handelsübliche Kräutergebinderollen der Frischkräuterkomposition „Frankfurter Grüne Soße“
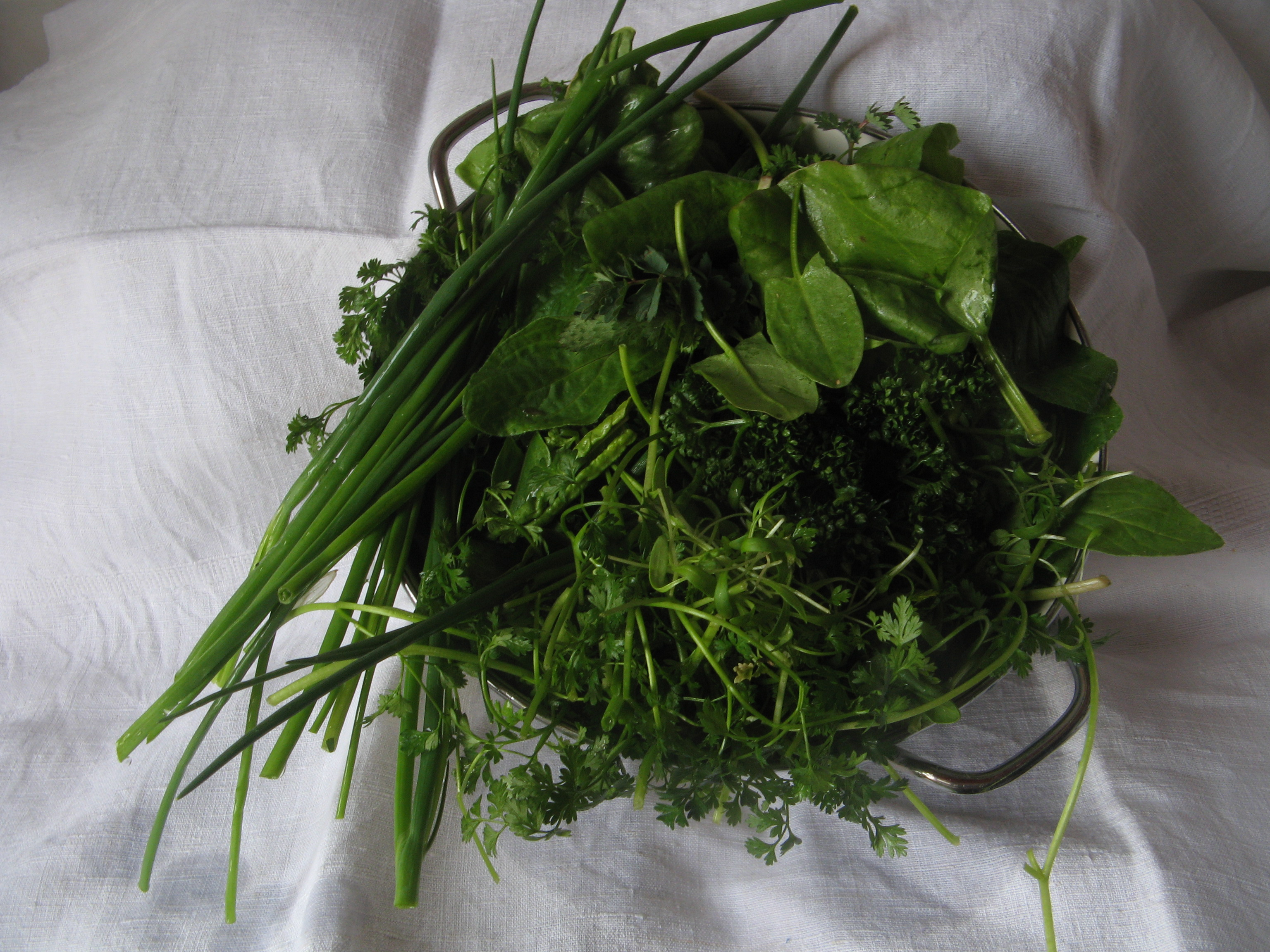
Kräuter der „Frankfurter Grünen Soße“
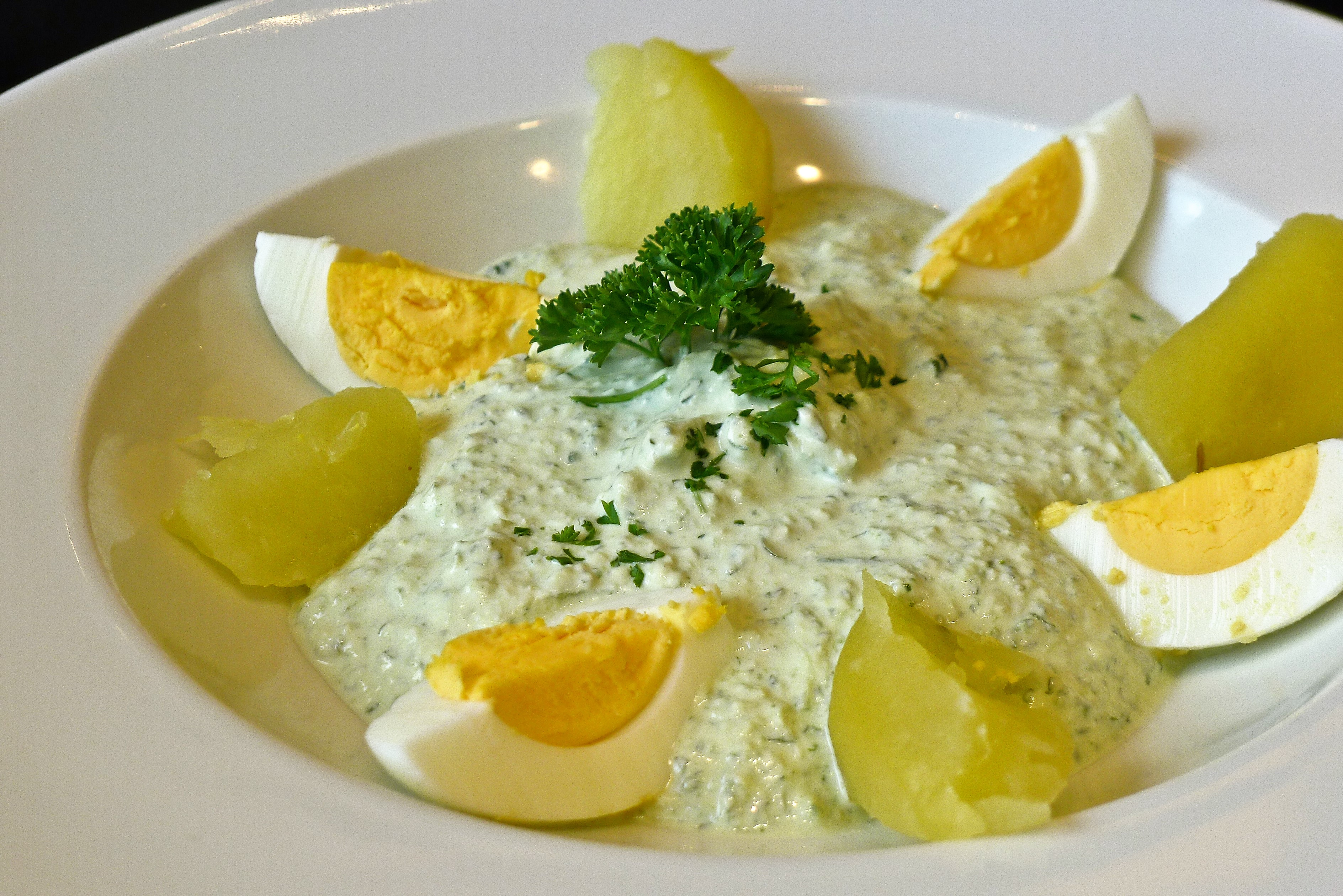
Grüne Soße (hier mit hartgekochtem, fein gehackten Ei zubereitet) mit Salzkartoffeln und einem geviertelten hartgekochten Ei, garniert mit Petersilie
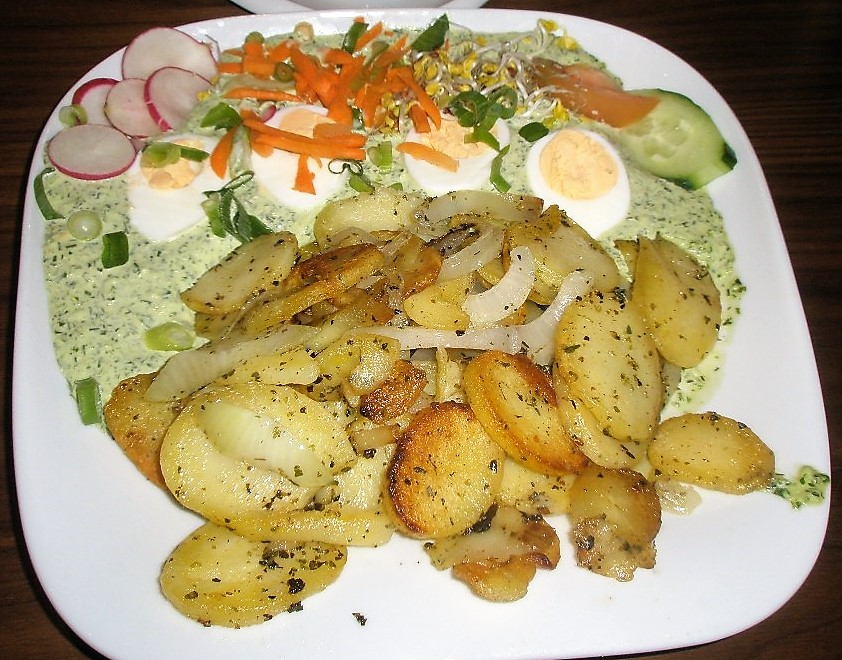
Grüne Soße mit Bratkartoffeln und vier halben hartgekochten Eiern sowie einer Garnitur aus Gemüsesalat
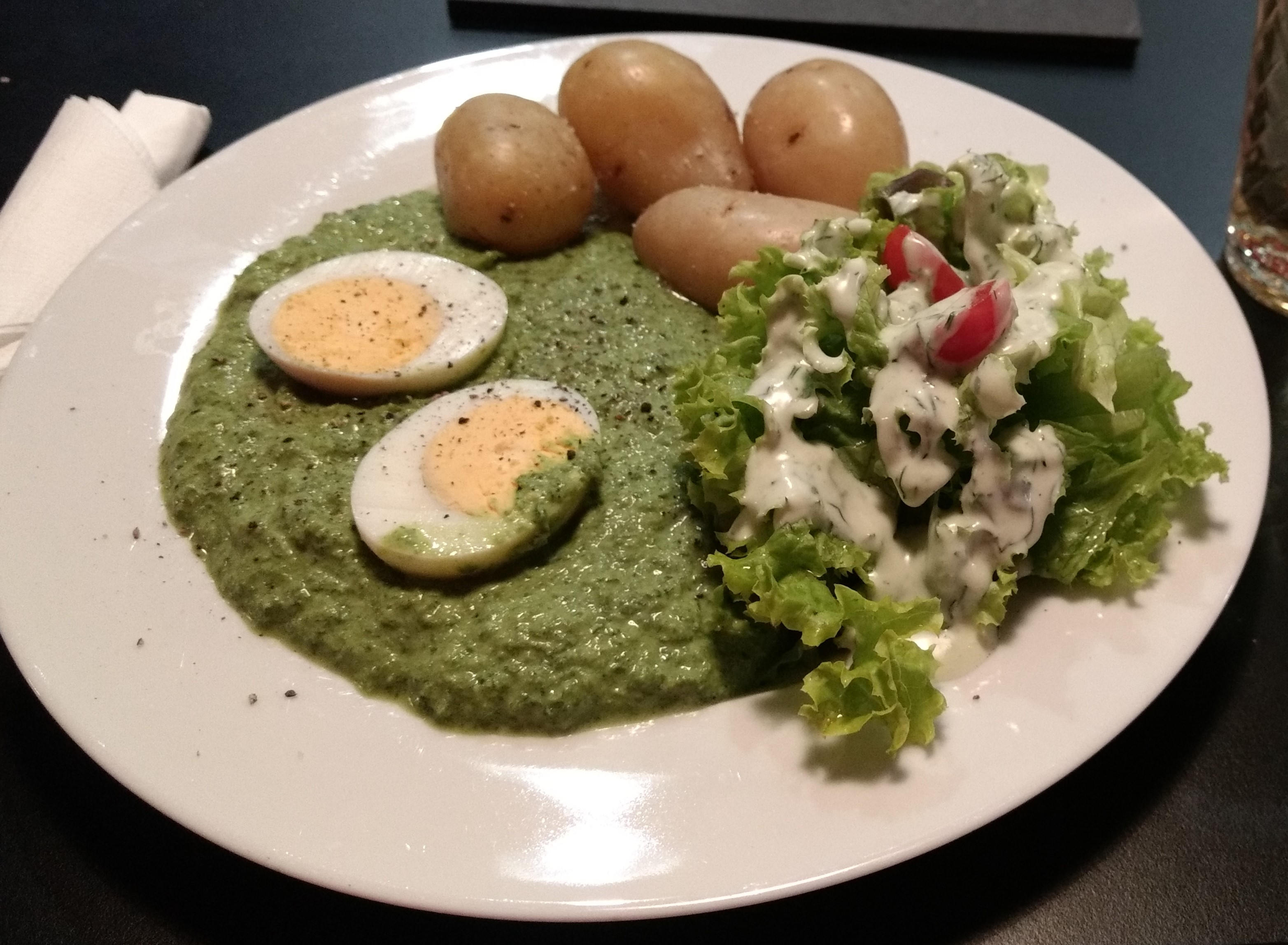
Grüne Soße mit einem halbierten hartgekochten Ei und Pellkartoffeln sowie einer Garnitur aus Blattsalat, Tomatenachteln und Dressing

## Geschichte
Der Ursprung der Frankfurter Grünen Soße in ihrer speziellen Zusammenstellung ist unbekannt. Möglicherweise wurde die Kräutersauce erstmals von französischen Protestanten (Hugenotten) eingeführt, die seit Mitte des 16. Jahrhunderts nach Frankfurt und in das benachbarte Hanau geflohen waren. Nach anderen, gleichfalls unbelegten Vermutungen brachten katholische Spezereihändler aus der Lombardei, darunter die Bolongaro, Brentano und Guaita, die sich Ende des 17. Jahrhunderts am Main niederließen, mediterrane Kräuter und Rezepte in die Stadt. Eine nachweislich falsche Moderne Legende nennt Frau Aja, die Mutter von Johann Wolfgang von Goethe, als Erfinderin der Grünen Soße.
1860 beschrieb Wilhelmine Rührig in der zweiten, erweiterten Auflage ihres Praktischen Frankfurter Kochbuchs eine Vinaigrette aus sechs Kräutern, darunter Estragon. Es gilt als ältestes gedrucktes Rezept der Frankfurter Grünen Soße:

„Ein hart gesottenes Eigelb wird mit Salatöl eine viertel Stunde ganz fein verrührt, mehrere Löffel feiner Senf darunter gemischt und ziemlich viel ganz fein gehackte Gewürzkräuter als Borasch, Estragon, Petersilie, Körbel, Schnittlauch und Pimpernell, und Essig, Salz und Pfeffer dazu gegeben.“

Ein ausreichendes Angebot an Frischkräutern (sowie auch an Gemüse und Obst) gab es trotz fehlender Konservierungsmöglichkeiten bereits seit früheren Jahrhunderten in Frankfurt. Hierfür sorgten die Gärtner der umliegenden Küchendörfer Sachsenhausen, Oberrad, Niederrad und Seckbach. Umschlagplatz war der Gemüse- und Kräutermarkt in der Frankfurter Altstadt, wo die sogenannten Hockinnen, wie die Markthändlerinnen in Frankfurter Mundart genannt wurden, frisches Gemüse, Kräuter und Obst feilboten.
Im Laufe der Zeit entwickelte sich die Zusammensetzung der Kräutermischung weiter. Das Frankfurter Wörterbuch zählt im Artikel Soße unter 2. Beliebte Kräutersoße im Frühling nach einer Quelle aus dem Jahr 1925 sechs der sieben heute üblichen Kräuter auf, dazu jedoch anstelle von Kresse Estragon. Zudem entstanden zahlreiche Rezepte mit unterschiedlichen Grundsaucen oder Milcherzeugnissen als Basis. Als klassische Rezeptur gilt die in Standardwerken der Kochliteratur beschriebene Frankfurter Sauce.

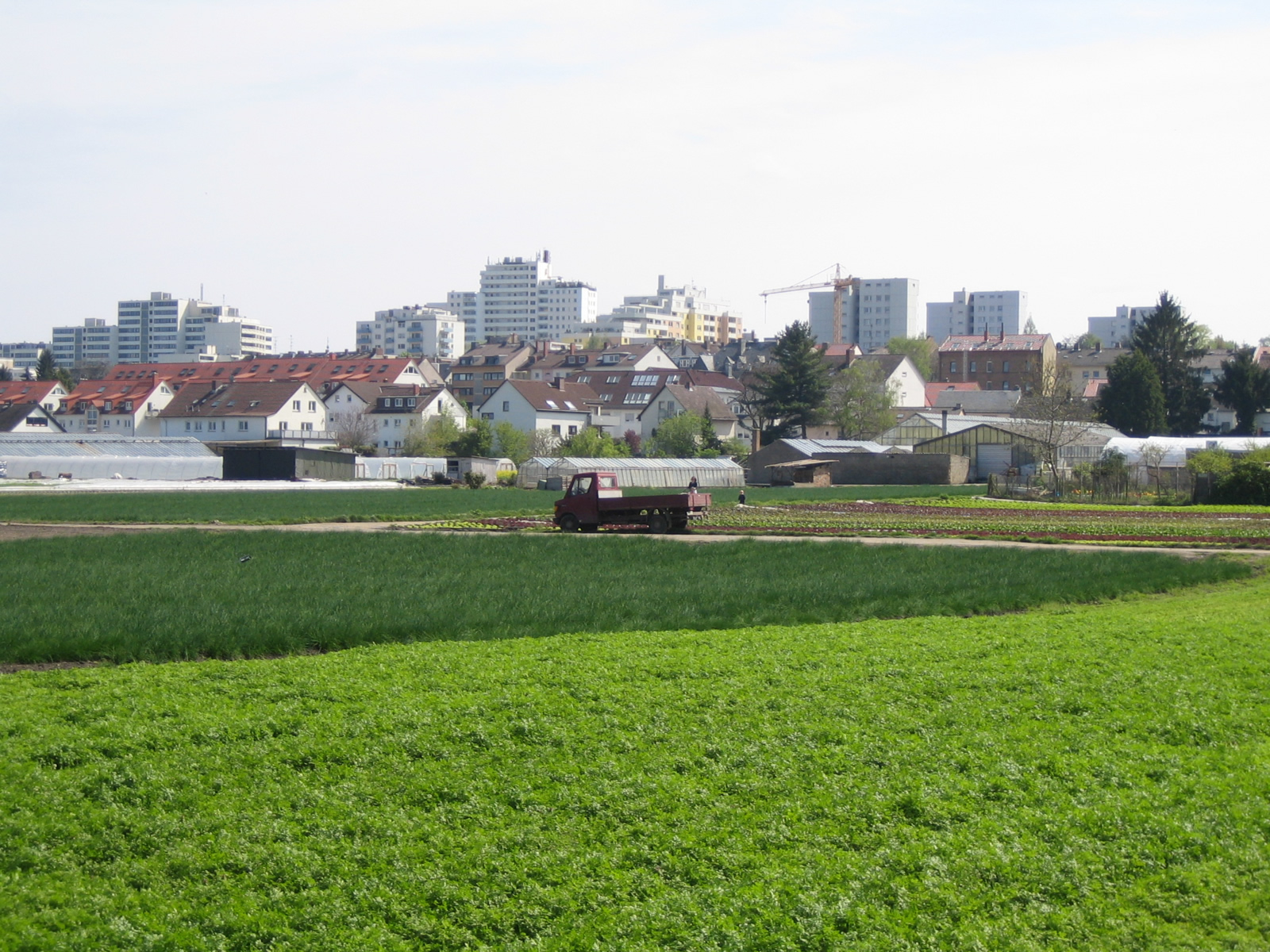
Anbauflächen und Gewächshäuser eines Gartenbaubetriebes in Frankfurt-Oberrad (2005)

Die heute übliche Zusammenstellung aus frischen Blättern, Blattstielen und Triebspitzen der sieben Kräuter, die in Gebinderollen aus blickdichtem weißen Papier verpackt sind, hat sich in den Frankfurter Gartenbau- und Gärtnereibetrieben von den 1920er bis zu den 1950er Jahren entwickelt. Angebaut werden die Kräuter vor allem im Frankfurter Stadtteil Oberrad, wo sich inzwischen die Mehrzahl der spezialisierten Gartenbaubetriebe und Gärtnereien angesiedelt hat. Die fruchtbaren Böden am Main bieten ideale Voraussetzungen für den Kräuteranbau (sowie auch für Obst- und Gemüseanbau), während die Lage im Zentrum des Rhein-Main-Gebiets mit seinen Märkten zugleich gute Absatzbedingungen eröffnet.
Die speziellen Kräuterzusammenstellungen werden im Großraum Frankfurt als Frischkräuter im Handel verkauft. Seit Anfang der 1990er Jahre sind auch tiefgefrorene Kräutermischungen im überregionalen Handel. Im Jahr 2011 beantragten die 15 im Verein zum Schutz der Frankfurter Grünen Soße zusammengeschlossenen Erzeugerbetriebe den Schutz der Herkunftsbezeichnung. Im März 2016 erfolgte die Eintragung der geschützten geografischen Angabe (g.g.A.) „Frankfurter Grüne Soße“/„Frankfurter Grie Soß“. Die Komposition der einzelnen Kräuter sowie die Erstellung der Gebinderollen muss im Herkunftsgebiet in ausschließlich manueller Handarbeit stattfinden, wobei jede Kräuterart maximal 30 Prozent der Gesamtmenge betragen darf.
Laut der EU-Veröffentlichung zur Eintragung wird „die lokale Erzeugung der Frischkräutermischung im geografischen Gebiet als Kulturgut betrachtet und an nachfolgende Generationen weitergegeben […]. Die […] lange Tradition des Anbaus […] ging einher mit der festen Verankerung der Speise mit dem Namen ‚Grüne Soße‘ in der regionalen Küche“, wobei „bis heute noch immer jeder Haushalt bzw. jeder Gastronom seine eigene individuelle Rezeptur für die Weiterverarbeitung der Kräuter zur fertigen Speise mit der Bezeichnung ‚Grüne Soße‘ anwendet“.
Im August 2024 berichtete die Hessenschau über die Krise des Kräuteranbaus in Frankfurt-Oberrad. Von den 16 Betrieben, die sich seinerzeit für den Schutz der Herkunftsbezeichnung der Frankfurter Grünen Soße eingesetzt hätten, seien mittlerweile nur noch zwei am Markt übrig geblieben. Der Vandalismus an den Feldern und den Gewächshäusern habe stark zugenommen. Deshalb sei es immer schwieriger geworden, die Kräuter anzubauen. Weiterhin fehle es an Nachwuchs zur Übernahme der Betriebe. Auch leiste die Stadt Frankfurt am Main den Unternehmen zu wenig Hilfe, um den Anbau der Gartenkräuter fortsetzen zu können.

## Würdigungen

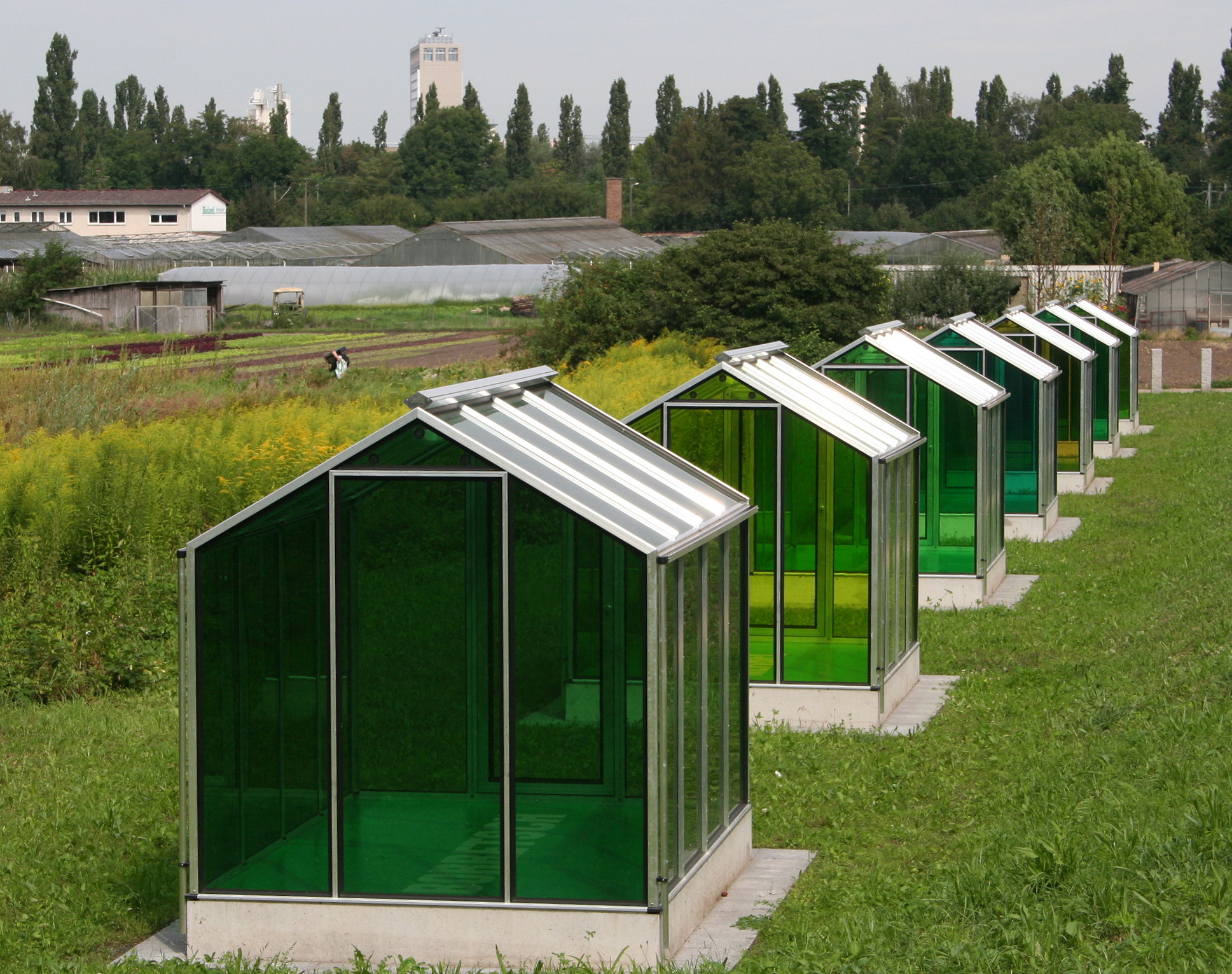
Das Grüne-Soße-Denkmal in Frankfurt-Oberrad (2007)

- Im Frankfurter Stadtteil Oberrad, wo sich die Mehrzahl der spezialisierten Gartenbaubetriebe angesiedelt hat, wurde 2007 ein Grüne-Soße-Denkmal errichtet.
- Seit 2008 findet alljährlich in Frankfurt am Main das Grüne-Soße-Festival statt, ein Wettbewerb, in dessen Rahmen das Publikum jeden Abend zwischen sieben verschiedenen Zubereitungsarbeiten entscheiden muss.[18] Seit 2017 wird auch in unregelmäßigen Abständen ein „Grüne Soße Tag“ veranstaltet, bei dem es darum geht, möglichst viele Mahlzeiten an Grüner Soße in Frankfurt am Main zu verzehren. Ein Teil des Erlöses der ausgegebenen Teilnehmercodes wird für einen guten Zweck gespendet. 2019 wurden 181.096 ausgegebene Portionen registriert.[19]
- Der Roman Die abenteuerliche Reise der sieben Kräuter des Frankfurter Stadtteilhistorikers Horst Nopens behandelt die Ursprünge und die Herkunft des beliebten Gerichts.
- Als Aprilscherz 2018 berichtete die Frankfurter Rundschau, man habe in Nida in Frankfurt-Heddernheim eine gut erhaltene Schrifttafel mit dem vermutlich ältesten Rezept für Grüne Soße gefunden.[20]